# 坎顿 (密西西比州)
坎顿（英語：Canton）是位于美国密西西比州麥迪遜郡的一座城市，也是该郡的郡治所在。坎顿的大部分地區現都被美國政府收錄至國家史蹟名錄。